# Giovanni Battista Picotti
Giovanni Battista Picotti (Verona, 5 maggio 1878 – Pisa, 5 maggio 1970) è stato uno storico italiano.

## Biografia
Giovanni Battista Picotti, nato a Verona il 5 maggio 1878 da Vincenzo e Giuseppina Giurato, frequentò da allievo esterno l'Istituto dei padri Stimmatini fino al conseguimento della quinta ginnasio, per poi passare al Liceo Maffei, conseguendo la licenza nel 1894.
L'anno successivo si trasferì a Padova, dove si iscrisse alla Facoltà di Lettere della locale università, seguendo le lezioni di Giuseppe De Leva su Carlo V, quelle di Francesco Bonatelli, filosofo spiritualista, e soprattutto quelle di Roberto Ardigò.
Appena ventenne, nel 1898 Picotti discusse la sua tesi di laurea di argomento dantesco con Francesco Flamini, da poco insignito della cattedra e proveniente dalla Scuola normale di Pisa. Successivamente alla laurea, Picotti vinse il premio Lattes e poi quello Dante, ma ormai i suoi interessi erano orientati verso la storia. Nel 1899, proprio per approfondire la sua preparazione in tale settore, si iscrisse nuovamente all'università. Intanto iniziò a seguire anche le vicende dell'Azione cattolica, prodigandosi alla creazione del circolo universitario. Qui conobbe e frequentò Giuseppe Toniolo, Luigi Olivi, Francesco Acri, il futuro cardinale di Firenze Elia Dalla Costa, e Giovanni Battista Coris poi deputato del Partito Popolare Italiano. Con l'inizio del nuovo secolo Picotti incominciò ad insegnare nelle scuole superiori. Questa professione gli comportò lunghi trasferimenti per tutta l'Italia: Fano, Trapani, San Remo, Pistoia, Bologna; poi, dopo la nomina a preside, Potenza, Fano e Bologna.